# Feliks Miklas
Feliks Jakub Miklas (ur. 30 maja 1899, zm. 14 lipca 1959) – podpułkownik piechoty Wojska Polskiego.

## Życiorys
Był absolwentem Szkoły Podchorążych w Warszawie. Do Wojska Polskiego wstąpił w listopadzie 1918. Uczestniczył w wojnie polsko-bolszewickiej w szeregach 21 pułku piechoty. Od 1 czerwca 1919 służył w 21 pp w Warszawie (w stopniu porucznika), gdzie dowodził najpierw plutonem a potem kompanią. 1 stycznia 1928 otrzymał awans do stopnia kapitana i został przeniesiony do 43 pułku piechoty w Dubnie, gdzie pełnił funkcję m.in. dowódcy kompanii. Ukończył kurs w Centrum Wyszkolenia Piechoty w Rembertowie. Na stopień majora został mianowany ze starszeństwem z 19 marca 1938 i 38. lokatą w korpusie oficerów piechoty. W marcu 1939 nadal pełnił służbę w 43 pp na stanowisku dowódcy III batalionu. 
Wraz z tą formacją w składzie 13 Dywizji Piechoty wziął udział w kampanii wrześniowej 1939. Po całodziennej obronie pozycji swego batalionu w Ujeździe otrzymał rozkaz wycofania się na linię obrony wzdłuż kolei Koluszki – Tomaszów Mazowiecki. Podczas marszu rozkaz zmieniono i batalion miał się wycofać na południe za Pilicę. Mjr Miklas udał się na poszukiwanie zagubionej 9. kompanii i nie dołączył już do III batalionu. Razem z 9. kompanią przedarł się do Warszawy, gdzie został mianowany dowódcą I batalionu w ramach zorganizowanego w Cytadeli 2 pułku Obrony Pragi (późniejszy 336 pułk piechoty). Wraz z batalionem uczestniczył w walkach w obronie Warszawy. 28 września 1939 dowódca Armii „Warszawa” gen. dyw. Juliusz Rómmel nadał mu Order Virtuti Militari V klasy.
Po kapitulacji Warszawy dostał się do niewoli niemieckiej, przebywał m.in. w oflagu II C w Woldenbergu (nr obozowy 146/IX C). Po uwolnieniu z niewoli 31 stycznia 1945, powrócił do kraju.
Zmarł 14 lipca 1959. Został pochowany na Cmentarzu Wojskowym na Powązkach w Warszawie (kwatera II B 28-4-2).

## Ordery i odznaczenia
- Krzyż Srebrny Orderu Virtuti Militari nr 14141
- Krzyż Kawalerski Orderu Odrodzenia Polski (12 listopada 1946)[7]
- Krzyż Walecznych[1]
- Złoty Krzyż Zasługi (dwukrotnie: 25 maja 1939[8], 1 października 1946[9])
- Medal 10 Rocznicy Wojny Niepodległościowej (Łotwa, 1929)[10]